# Jeunesse sportive de Kabylie (féminines)
Maillots
Actualités
La Jeunesse sportive de Kabylie (en kabyle : Ilemẓiyen inaddalen n leqbayel, en caractères tifinaghs : ⵉⵍⵎⵥⵢⵏ ⵉⵏⴰⴷⴰⵍⵏ ⵏ ⵍⵇⵠⴰⵢⵍ), couramment abrégée en JS Kabylie ou JSK, est un club de footbal féminin algérien, fondé en 1994 à Tizi Ouzou en Kabylie, Algérie.
Le club est créé dans le but de promouvoir le sport féminin, cette équipe pionnière du football algérien féminin et moderne, demeure surtout célèbre en Algérie pour avoir été la première championne d'Algérie de football lors de la saison 1998-1999.
Toutefois depuis que le président du club, Mohand Chérif Hannachi décréta qu'il n'était plus possible d'attribuer un budget aux autres sections sportives, l'équipe se retrouva laisser à l'abandon de l'A.P.C. de Tizi Ouzou. Celle-ci reprit vie sous l'impulsion d'anciennes joueuses du club qui afin de continuer la promotion du sport féminin rebaptisèrent ce club en Association Pour le Développement du Sport Féminin (A.P.D.S.F. Tizi-Ouzou), abandonnant celui de J.S.K.. Après un cours séjour au niveau régional lors de la saison 2008-2009 (s'expliquant par le fait que lorsqu'une équipe cesse ses activités elle est automatiquement rétrogradée),, l'équipe redispute depuis le Championnat d'Algérie de football féminin de première division.

## Histoire
Comme son homologue masculine, la section féminine de la JS Kabylie, naquit dans un contexte politique et civile très instable. L'équipe masculine est ancienne et vit le jour à l'époque coloniale française, de surcroît au sortir d'une guerre épouvantable et d'une série d'événements tragiques. Néanmoins l'année 1994 s'insère dans une décennie difficile pour l'Algérie qui à cette époque faisait l'expérience de la guerre civile, où rappelons le, les islamistes qui avaient gagner les élections furent chasser du pouvoir par l'armée. Ceci avait amener les plus radicaux à former des milices qui s'adonner au terrorisme. Quand on connaît la condition de la femme dans l'Islam, il s'avérait alors dangereux dans ce contexte politique et civil de créer une équipe féminine de football.
Toutefois pour bien comprendre la naissance de cette équipe nous devons regarder encore plus loin en arrière, sous la domination française. Le sport algérien est directement lié au sport français. La France en tant que colonisateur a déposé les bases du sport moderne dans ses colonies, comme l'Angleterre a su le faire dans les siennes. Si le football masculin algérien trouve ses origines dans le football français colonial, il faut savoir qu'il en est de même pour le football féminin.

### La tradition française du football féminin à l'époque coloniale
Le football en Algérie apparaît donc à l'époque coloniale avec la création de clubs dans la wilaya d'Oran, tel que le CAL Oran en 1897 comme l'un des plus anciens clubs de football créer en Afrique, même s'il fut un club colonial. Les femmes emboîtèrent le pas de leurs homologues masculins et se mirent au football dès le début du XXe siècle avec la création de sections féminines au sein de ces clubs. Si cela se fait naturellement en Algérie, pour ce qu'il en est en France cela semble être plus compliqué.
En France des équipes féminines de football apparaissent indépendantes des clubs masculins existants. On peut signaler la naissance du Fémina Sport Paris club omnisports féminin durant l'année 1912 ; mais aussi de l'En Avant autre club parisien fondée la même année; sans oublier les Sportives de Paris à la fin des années dix. Très peu considérées en France, ces équipes parisiennes se noient dans le chaos du football français qui régnait à cette époque qui rappelons-le était régi par cinq fédérations différentes qui proposaient chacune un championnat. Afin d'exister ces équipes eurent l'idée de créer une fédération : la "Fédération des sociétés féminines sportives de France".
En réalité cette structure est née d'un différend ayant opposé le baron Pierre de Coubertin fondateur des jeux olympiques modernes et d'Alice Milliat présidente de la fédération féminine. Celui-ci ainsi que le comité international olympique refusèrent d'intégrer des athlètes féminines pour les jeux. À la suite de cela la fédération fut créée avec pour but de lutter pour la promotion du sport féminin en organisant par exemple les jeux mondiaux féminins. Pour ce qui est du football, cette fédération organisa un championnat qui eut lieu de 1918 à 1932 durant quinze saisons, avant d'être abandonné.
Cette « guerre des sexes » qui freina le développement du football féminin en France n'eut pas les mêmes conséquences en Algérie, où le public avait accepté la pratique de ce sport par la gent féminine. La première rencontre de football féminin en Algérie eut lieu le 8 mai 1921 lors de l'exposition d'Alger. Cette rencontre opposa deux sections féminines de deux clubs doyens que furent l'AS Alger et le Gallia Club Oran, créés en 1921. On peut considérer que le football féminin algérien, même d'époque coloniale, fait partie des pionniers quand on sait que la première rencontre internationale en Europe eut lieu une année auparavant, à Manchester durant l'année 1920 entre une équipe de Preston et une sélection française (score 0-2), avec un match retour à Paris (score 1-1) devant douze mille personnes.
Le football féminin en France qui disparut en 1932, date de la dernière édition du Championnat de France de football féminin FSFSF, ne réapparaitra qu'à partir de l'année 1974, sous l'égide de la FFF.

### Le retour de la JSK (depuis 2024)
En 2024, la section féminine est remis en place suite à l'exigence de la CAF d'avoir une section féminine pour que les clubs puissent participer aux compétitions africaines.
En 2025, l'équipe valide de haute volée sa montée en première division en finissant championne et gagne la Coupe d'Algérie pour la première fois après un très beau parcours qui se termina par une victoire 3-1 face au CF Akbou.

## Palmarès
Elle se démarque aussi des autres clubs pour avoir été les premières à gagner le championnat lors de la saison 1998-1999.
Elle gagne la Coupe d'Algérie en 2025 pour la première fois.
| Compétitions nationales |
| --- |
| - Championnat d'Algérie (2) : - Championne : 1999 et 2002 - Vice-championne : 2007 - Coupe d'Algérie (1) : - Vainqueur : 2025 - Championnat d'Algérie D2 (1) : - Championne : 2025 |